# 扎巴里亞尼
49°41′30″N 34°39′53″E / 49.69167°N 34.66472°E
扎巴里亞尼（烏克蘭語：Забаряни），是烏克蘭的村落，位於該國中部波爾塔瓦州，由波爾塔瓦區負責管轄，處於斯溫基夫卡河右岸，距離別列濟夫卡2.5公里，海拔高度92米，2001年人口13。